# Sebastian Maniscalco
Sebastian Maniscalco (Illinois, 8 de julio de 1973) es un comediante y actor estadounidense. Comenzó su carrera en 1997 cuando se mudó a Los Ángeles para actuar en vivo en el Four Seasons Hotel donde trabajaba como camarero. En 2005 empezó a actuar regularmente en The Comedy Store y desde entonces ha lanzado seis especiales de comedia. Además, ha tenido papeles en películas como Green Book (2018) y El irlandés (2019).

## Primeros años
Maniscalco nació en Arlington Heights, en las afueras de Chicago, Illinois. Su padre, Salvatore Maniscalco, un peluquero, emigró a los Estados Unidos junto a su familia desde Cefalù, Sicilia, a los quince años de edad, mientras que la familia de su madre, Rose Maniscalco (DiSanto, de soltera), nació en Nápoles. Maniscalco recibió una educación católica y a los ocho años de edad fue monaguillo en la iglesia católica de Santa Cecilia de Mount Prospect, Illinois. Después de trasladarse a Los Ángeles en 1998, comenzó a actuar en vivo en bares y salas de bowling al mismo tiempo que trabajaba como camarero en el Four Seasons Hotel en Beverly Hills, donde trabajó desde 1998 hasta 2005.

## Carrera
En 2005 comenzó a actuar regularmente en The Comedy Store en West Hollywood. Maniscalco cita como influencias a Jerry Seinfeld, George Carlin, Brian Regan, John Ritter, Johnny Carson, Andrew Dice Clay, Bill Burr y Don Rickles. Mientras todavía trabajaba como camarero en el Hotel Four Seasons, Vince Vaughn lo seleccionó para participar en la gira y documental Wild West Comedy Show: 30 Days & 30 Nights - Hollywood to the Heartland. Desde entonces, ha hecho un especial de media hora para Comedy Central Presents y cinco especiales de una hora. Su primer especial cómico, Sebastian Live, se estrenó en junio de 2009. Sus siguientes tres especiales se transmitieron a través de Showtime: What's Wrong With People? en 2012, Aren't You Embarrassed?, grabado en Chicago, en 2014 y Why Would You Do That?, grabado en el Beacon Theatre de Nueva York y lanzado en 2016.
Se ha presentado en Best Night Ever de Russell Peters, Comedy Central Presents, The Late Late Show with Craig Ferguson, The Tonight Show with Jay Leno, The Jay Leno Show, The Tonight Show Starring Jimmy Fallon y Conan. Además ha participado en filmes como The Nut Job 2: Nutty by Nature, Tag y Cruise, y tiene un podcast llamado The Pete and Sebastian Show con Pete Correale. En 2016 apareció en la séptima temporada de Comedians in Cars Getting Coffee. En febrero de 2018 publicó su libro biográfico, Stay Hungry. Un especial de Netflix también titulado Stay Hungry se estrenó en enero de 2019.
En 2018 interpretó a Johnny Venere en la película ganadora del Oscar Green Book. En agosto del año siguiente fue anfitrión de los MTV Video Music Awards 2019. En noviembre de 2019, Maniscalco apareció en El irlandés de Martin Scorsese, interpretando a «Crazy Joe» Gallo, junto a Robert De Niro, Al Pacino y Joe Pesci. También fue anfitrión de un podcast de tres partes sobre el filme, lanzado en diciembre del mismo año, titulado Behind the Irishman.

## Vida privada
Maniscalco se casó con Lana Gomez en agosto de 2013. La pareja tiene dos hijos: Serafina (nombrada en honor a la abuela de Maniscalco), nacida en mayo de 2017, y Caruso, nacido en junio de 2019.

## Trabajos

### Especiales de comedia
- Sebastian Live (2009)
- What's Wrong With People? (2012)
- Aren't You Embarrassed? (2014)
- Why Would You Do That? (2016)
- Stay Hungry (2019)
- Is It Me? (2022)

### Filmografía
| Año  | Título                         | Papel             | Notas             |
| ---- | ------------------------------ | ----------------- | ----------------- |
| 2017 | The House                      | Comediante        |                   |
| 2017 | The Nut Job 2: Nutty by Nature | Johnny            |                   |
| 2018 | Green Book                     | Johnny Venere     |                   |
| 2018 | Cruise                         | Dinardo           |                   |
| 2018 | Tag                            | Pastor            |                   |
| 2019 | El irlandés                    | «Crazy Joe» Gallo |                   |
| 2022 | Somewhere in Queens            | Frank Russo       |                   |
| 2023 | Spinning Gold                  | Giorgio Moroder   |                   |
| 2023 | Super Mario Bros. La película  | Capataz Spike     | Voz               |
| 2023 | About My Father                | Salvo Maniscalco  | También guionista |
| 2024 | Unfrosted                      | Chester Slink     |                   |
| 2024 | IF                             | TBA               | Voz               |